# Journal of Nervous and Mental Disease
Journal of Nervous and Mental Disease – amerykańskie czasopismo medyczne poświęcone psychopatologii, założone w 1874 roku i wydawane nieprzerwanie do dziś. Obecnie wydawcą miesięcznika jest Lippincott Williams & Wilkins. Od 1902 do 1944 redaktorem naczelnym JNMD był Smith Ely Jelliffe.